# Béatrice Michel
Pour les articles homonymes, voir Michel.
Béatrice Michel, née le 21 février 1959, est une actrice française.

## Filmographie

### Cinéma
- 1980 : La Pension des surdoués : une élève de Mlle du Merle
- 1997 : Le Cousin : la femme du couple à l'Ebony Club
- 1999 : La vie ne me fait pas peur
- 2000 : La Vie moderne : l'infirmière
- 2000 : Les Acteurs
- 2004 : La Blessure : la policière
- 2006 : Les Brigades du Tigre : Mme Terrasson
- 2007 : Ensemble, c'est tout : Carine
- 2007 : Faut que ça danse ! : la dame en colère
- 2008 : L'Autre : l'amie de Mme Schneider
- 2008 : La Guerre des miss : le maire de Charmoussey
- 2011 : Mon père est femme de ménage : la principale
- 2011 : Dans la tourmente : Jeannette
- 2012 : Le Monde à l'envers : Nadine
- 2013 : 11.6 : Mme Arnaud
- 2014 : À la vie
- 2014 : Tiens-toi droite : l'ouvrière interviewée
- 2014 : Une heure de tranquillité : l'antiquaire
- 2015 : Le Grand Partage : Odile
- 2016 : Tout pour être heureux
- 2016 : Vendeur
- 2017 : Les Fantômes d'Ismaël d'Arnaud Desplechin
- 2023 : La Fille d'Albino Rodrigue de Christine Dory
- 2024 : Sur un fil de Reda Kateb

### Télévision
- 1995-2002 : Maigret : Mlle Jouanet et la domestique (2 épisodes)
- 1997 : Les Années lycée : Petites : la professeur de gymnastique
- 1997 : PJ : la cliente (1 épisode)
- 1997 : La Vie comme un dimanche : l'ouvreuse du Mans
- 2001 : À bicyclette : Véro
- 2001-2002 : Avocats et Associés : une cliente et la sage-femme (2 épisodes)
- 2003 : Docteur Claire Bellac : Mme Lavanelli (1 épisode)
- 2003 : Les Cordier, juge et flic : l'infirmière (1 épisode)
- 2004 : Quand la mer se retire : la patronne de l'hôtel
- 2004 : La Crim' : Mireille Vatrin (1 épisode)
- 2006 : Djihad! : Mme Hugo
- 2007 : Joséphine, ange gardien : l'employée de l'ANPE (1 épisode)
- 2009 : Soeurtherese.com : la patronne du bar du Château (1 épisode)
- 2009 : Central Nuit : Mme Lebon (1 épisode)
- 2009 : Mes amis, mes amours, mes emmerdes... : la fonctionnaire (1 épisode)
- 2010 : Contes et nouvelles du XIXe siècle : Marthe Rousseau (1 épisode)
- 2010 : Sur le fil : Mme Reynaud (1 épisode)
- 2010 : Les Bleus, premiers pas dans la police : Roselyne Monteil (1 épisode)
- 2011 : Section de recherches : Mme Brodsky (1 épisode)
- 2013 : Petits secrets entre voisins : Liliane (1 épisode)
- 2013 : Le Jour où tout a basculé : Mado (1 épisode)
- 2014 : Une histoire, une urgence : Odile (1 épisode)

## Doublage

### Cinéma

#### Films
- Colleen Camp dans :
  - La Prophétie de l'horloge (2018) : Mme Hanchett
  - The Deliverance (2024) : Dr Hoffsteder
- 2021 : Compartiment n° 6 : la mère adoptive de Ljoha (Lidia Kostina)
- 2021 : Varsovie 83, une affaire d'État : ? (?)
- 2021 : Swan Song : ? (?)
- 2022 : Black Crab : l'amiral Nordh (Susan Taslimi)
- 2022 : Glass Onion : Une histoire à couteaux tirés : ? (?)
- 2023 : You People : ? (?)
- 2023 : 10 jours du côté du bien (tr) : ? (?)
- 2024 : Drôle de lune de miel : tante Samar [Qui ?]

#### Films d'animation
- 2023 : Élémentaire : Flarietta
- 2023 : Les As de la jungle 2 : Opération tour du monde : voix additionnelles
- 2023 : Spy × Family Code: White : ?

### Télévision

#### Téléfilms
- 2020 : Le lycée des secrets : la coach Dot (Sarah-Jane Redmond)[1]
- 2021 : La passion malsaine d'un père de famille : Molly Daiton (Michelle Miller-Day)[2]

#### Séries télévisées
- 2021 : The Shrink Next Door : Cathy (Robin Bartlett) (mini-série)
- 2022 : Stranger Things : la réceptionniste de l'hôtel (Chantell D. Christopher)
- 2022 : Tulsa King : ? (?)
- 2023 : Les Fleurs sauvages : ? (?) (mini-série)
- 2024 : Dans cette vie ou une autre (es) : Isabel Casanova (Claudia Faci (es)) (mini-série)
- 2024 : Skeleton Crew : Chaelt (Dale Soules)
- 2025 : Government Cheese (en) : Mère Prevost (Allison Bills)